# Rotštejn
Rotštejn je zřícenina skalního hradu. Nachází se v okrese Semily přibližně devět kilometrů východně od Turnova na katastrálním území obce Mírová pod Kozákovem, na okraji přírodní rezervace Klokočské skály. Zřícenina je částečně zděná a částečně vtesaná do bloků pískovcových skal.

## Historie
Hrad byl krátce po roce 1250 založen šlechtici z rodu Markvarticů. Jako první majitel je uváděn pan Jaroslav z Hrutwice, dnes Hruštice, který nechal hrad vystavět pro svého syna Voka z Rotštejna. Druhý ze synů, Zdeněk, si postavil Valdštejn a stal se zakladatelem rodu Valdštejnů.
Na počátku 14. století byl majitelem hradu Vok II. z Rotštejna, jemuž od roku 1312 šlechtici nejen z blízkého okolí různě na majetku a statcích škodili (J. V. Šimák). Vše vyvrcholilo v roce 1318, kdy panství rotštejnské a hrad samý zpustošila veliká přesila vojska, kniha půhonná uvádí 152 šlechticů.

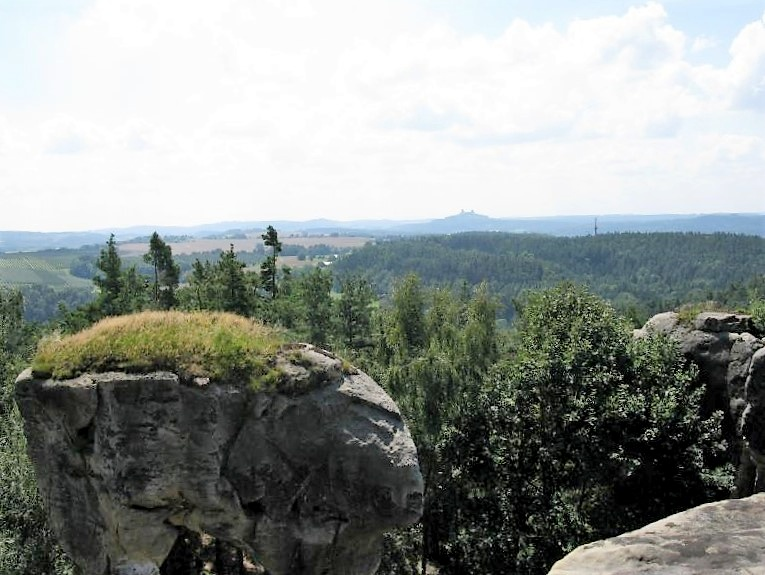
Pohled z Rotštejna na Trosky

V roce 1360 hrad držel pan Ješek z Rotštejna, který od Karla IV. získal povolení pořádat týdenní trhy v blízké vesnici Klokočí. V roce 1415 rod Rotštejnů vymřel a celé panství připadlo Ondřejovi či Vaňkovi Paldrovi z Vařin, jenž celé panství včetně hradu vlastnil po celou dobu husitských válek. Možná husité hrad, na rozdíl od jiných (Valdštejn, Návarov) nevypálili, protože ještě po roce 1430 se sem Vaněk vrátil a našel hrad v použitelném stavu. Podle jiných zdrojů hrad dobyli roku 1426 a domácí pán pak bydlel na statku v nedaleké vsi Klokočí.
K další zkáze přispělo přirozené zvětrávání pískovcových skal. Ve zprávě o prodeji z roku 1514 je již hrad uváděn jako pustý se zdmi a skalami zborcenými do nádvoří. Počátkem 17. století začali „skalní dutiny nově se objevivší při patě skal zámku zborceného“ upravovat vesničané. Postupně zde vznikl unikátní komplex vesnického osídlení.

## Stavební vývoj
Rotštejn byl skalním hradem s výraznými prvky zděné architektury. Přilehlé skály zároveň sloužily jako součást obranného systému. Prvky bezpečnosti byly doplněny obvyklými prostředky tehdejší doby, jako jsou brány, mosty, bašty. Tyto stavební bezpečnostní prvky se však nedochovaly, lze vidět pouze tesané výklenky. Všechny hradní budovy zanikly, o podobě skalního hradu se ale dochovaly písemné doklady.
Od roku 1988 se o zříceninu hradu stará volné trampské sdružení, zapsaný spolek ochrana Klokočských skal pod vedením kastelánky H. T. Hlubučkové. Byly zde vybudovány dřevěné ochozy a cesty, jimiž se dá dostat až na vrchol hradu, odkud je nádherný výhled na panorama Klokočských skal. Hrad je malým střediskem environmentální a ekologické výchovy.

## Pověsti
Podle pověstí byl pod Rotštejnem uložen poklad. Několik lidí z blízkého okolí se domluvilo, že poklad o velikonocích na Velký pátek vyzvednou. V ten den se před nimi otevřela zem a na hromadě peněz tancovaly modré plamínky. Všichni ztratili odvahu. Jenom jeden z nich se odvážil jít pro poklad. Země se nad ním zavřela a on u pokladu usnul. Když se probudil, už poklad neviděl. Nějakou dobu hledal cestu domů, až ji našel a vrátil se domů. Tam se dozvěděl, že byl z domova celý dlouhý rok a sousedé jej o objevený poklad připravili. Ale výprava za bohatstvím jej v blízké době stála život: „Jen krátkou dobu se těšil z toho, co mu druhové poctivě odevzdali, a již se musel brát na věčnost, kde peníze nemají cenu a kam jen poklady srdce člověka doprovázejí.“
Podklad z knih Báje a pověsti Českého ráje, 10 zastavení v Českém ráji

## Přístup
| Rok  | Počet návštěvníků |
| ---- | ----------------- |
| 2015 | 11 057            |
| 2016 | 11 143            |
| 2017 | 12 058            |

### Cyklotrasy
- 51,8 km: modrá značka Turnov – Sekerkovy Loučky – Rotštejn – Prackovské sedlo – Záhoří – Smrčí – Koberovy – Malá Skála – Sněhov – Kopanina – Frýdštejn – Voděrady – Záborčí – Dolánky – Turnov

### Pěší turistika
- Na hrad vede z Turnova přes Klokočské skály žlutá turistická značka, která pokračuje přes Mírovou pod Kozákovem na Kozákov.
- Na hradě končí modrá turistická značka přicházející z Malé Skály a Koberov.

## Galerie

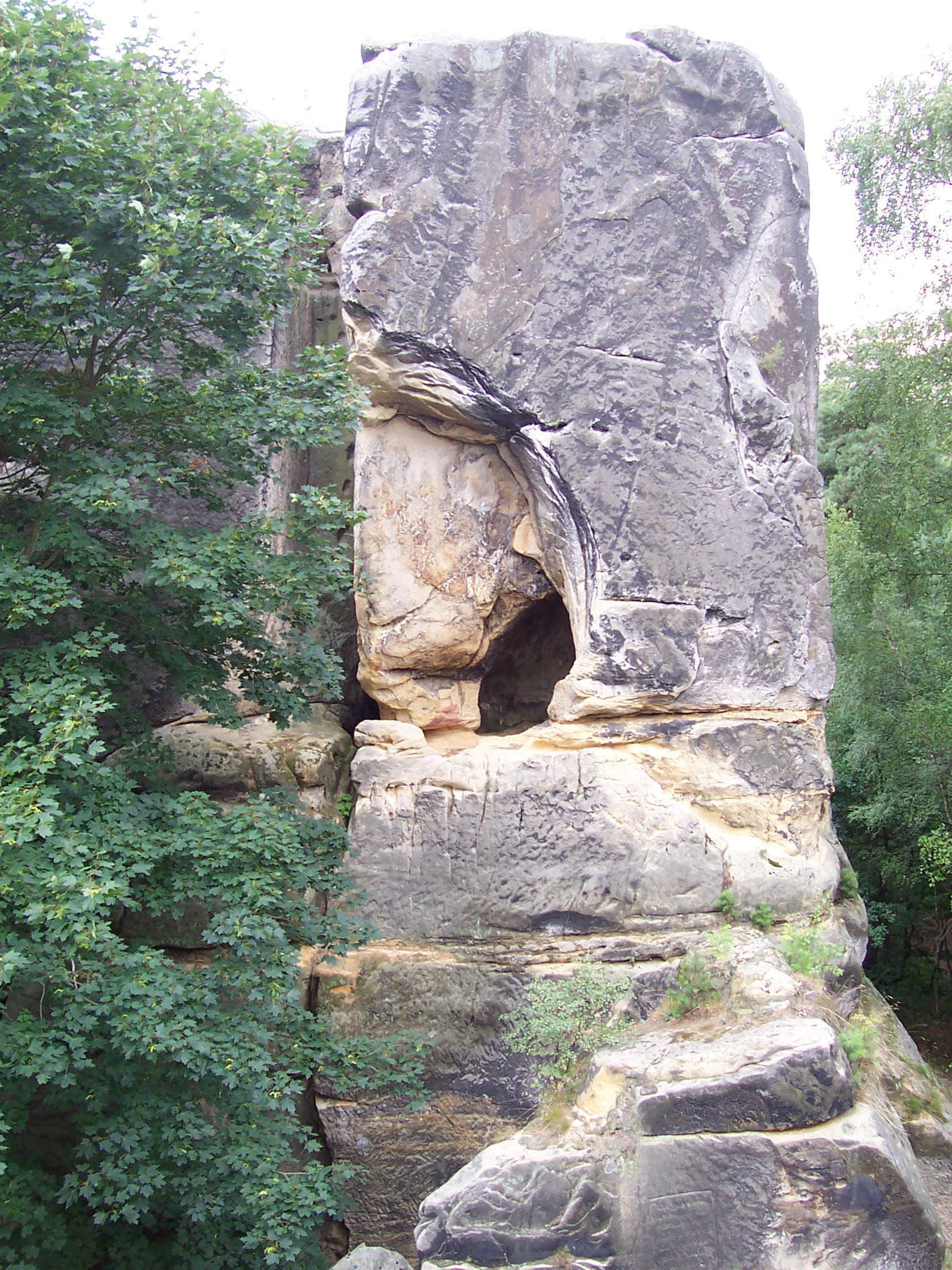
Skála naproti přístupné části hradu, na které se nacházela původně hradní věž
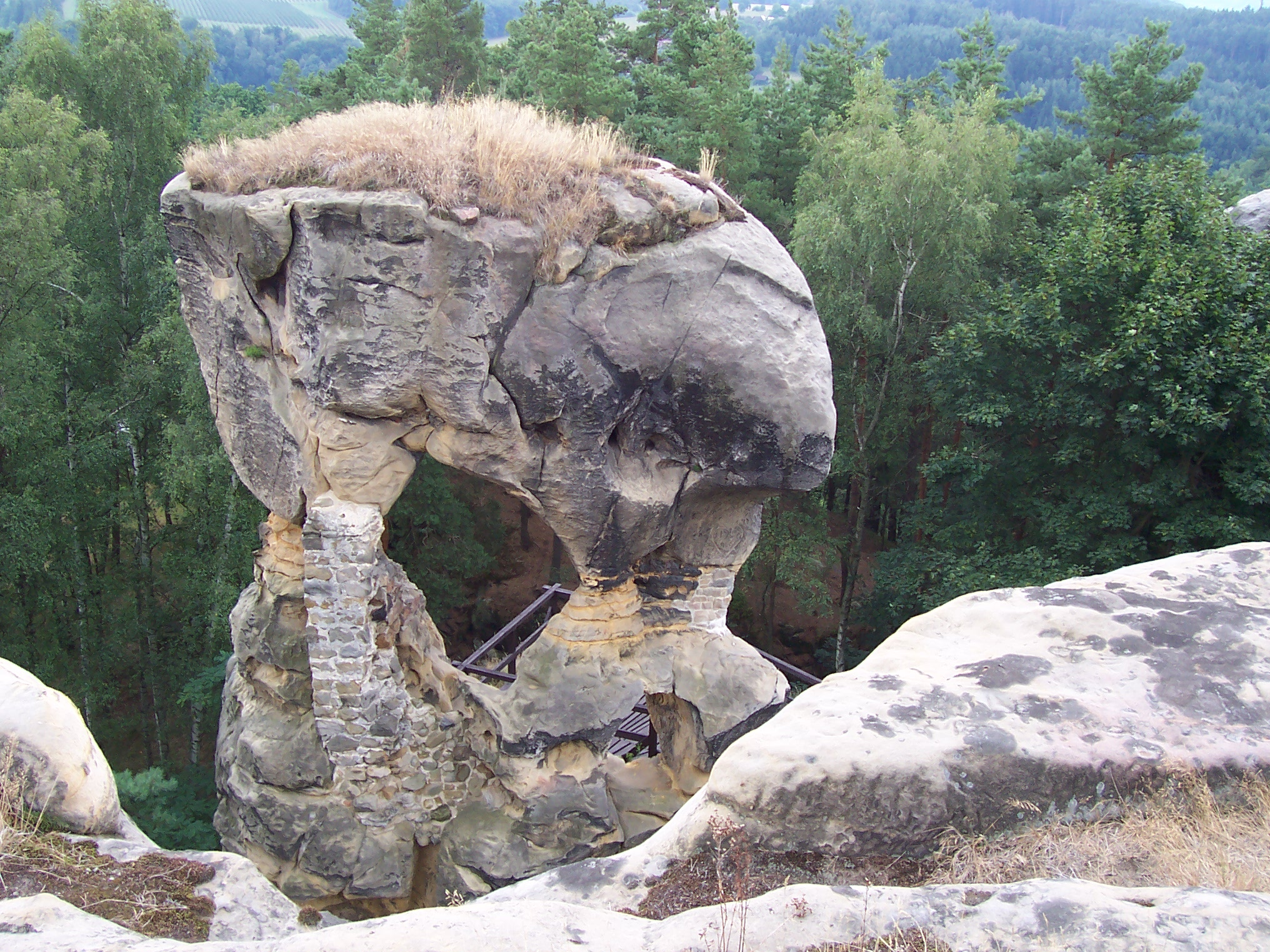
Skalní okno, k němuž přiléhala hrázděná strážnice
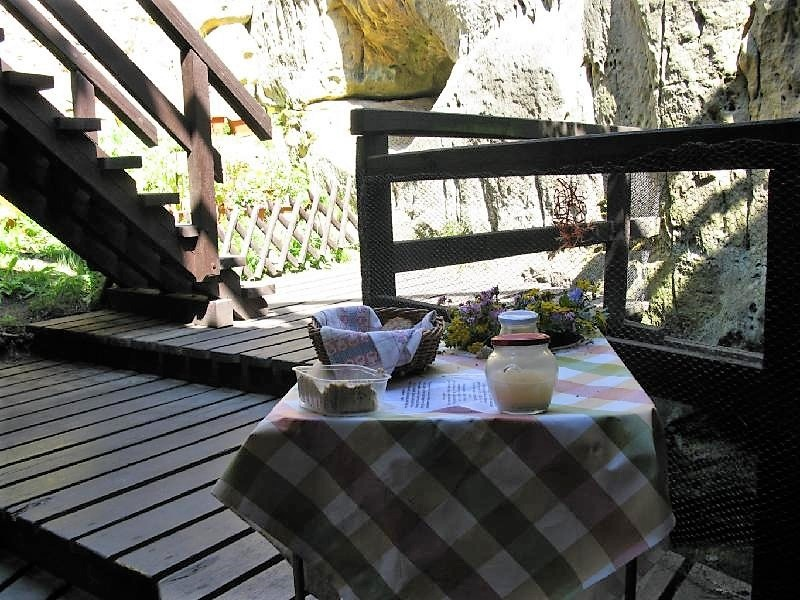
Ochutnávka pro návštěvníky hradu
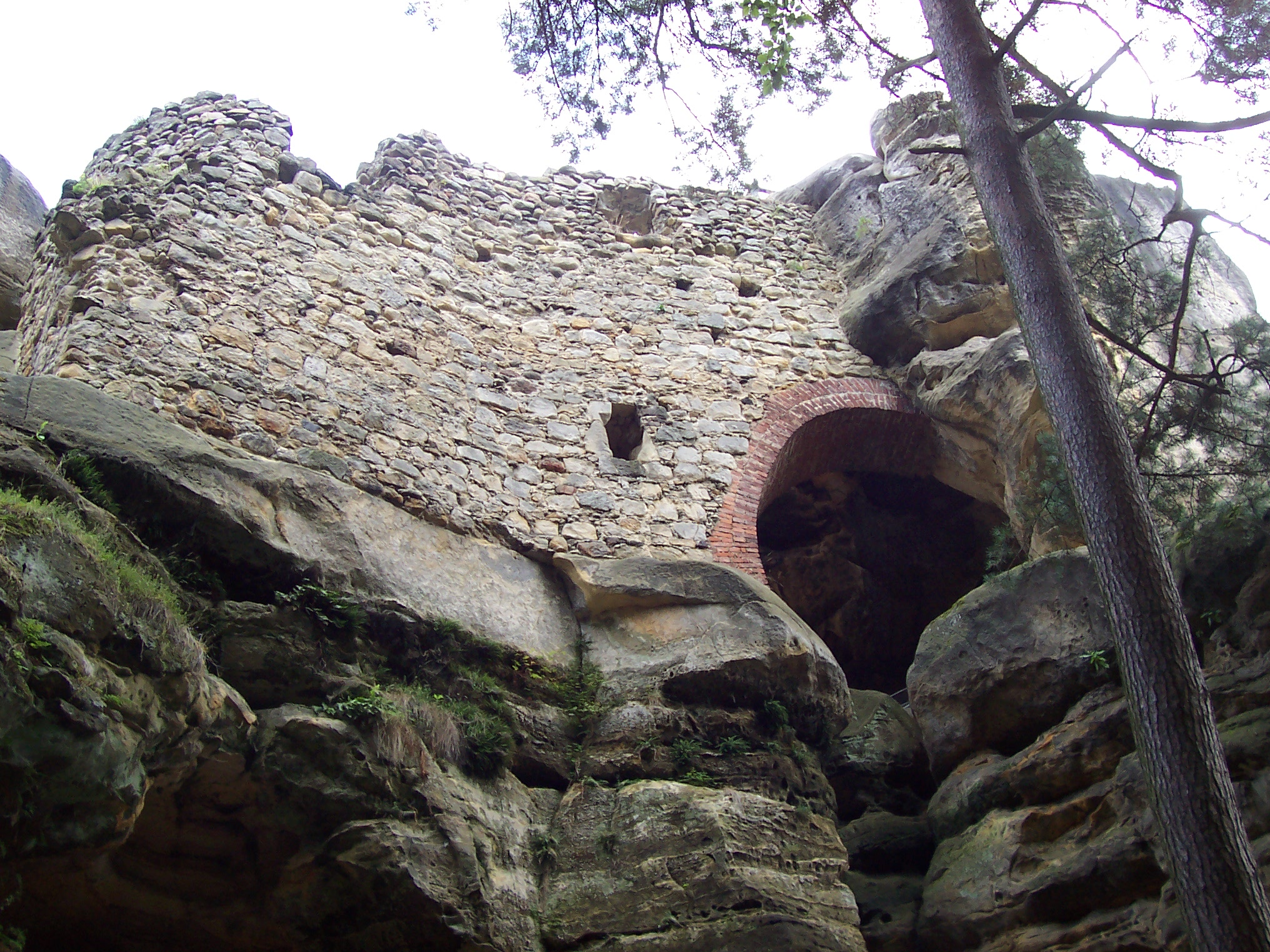
Jedna z mála dochovaných zdí
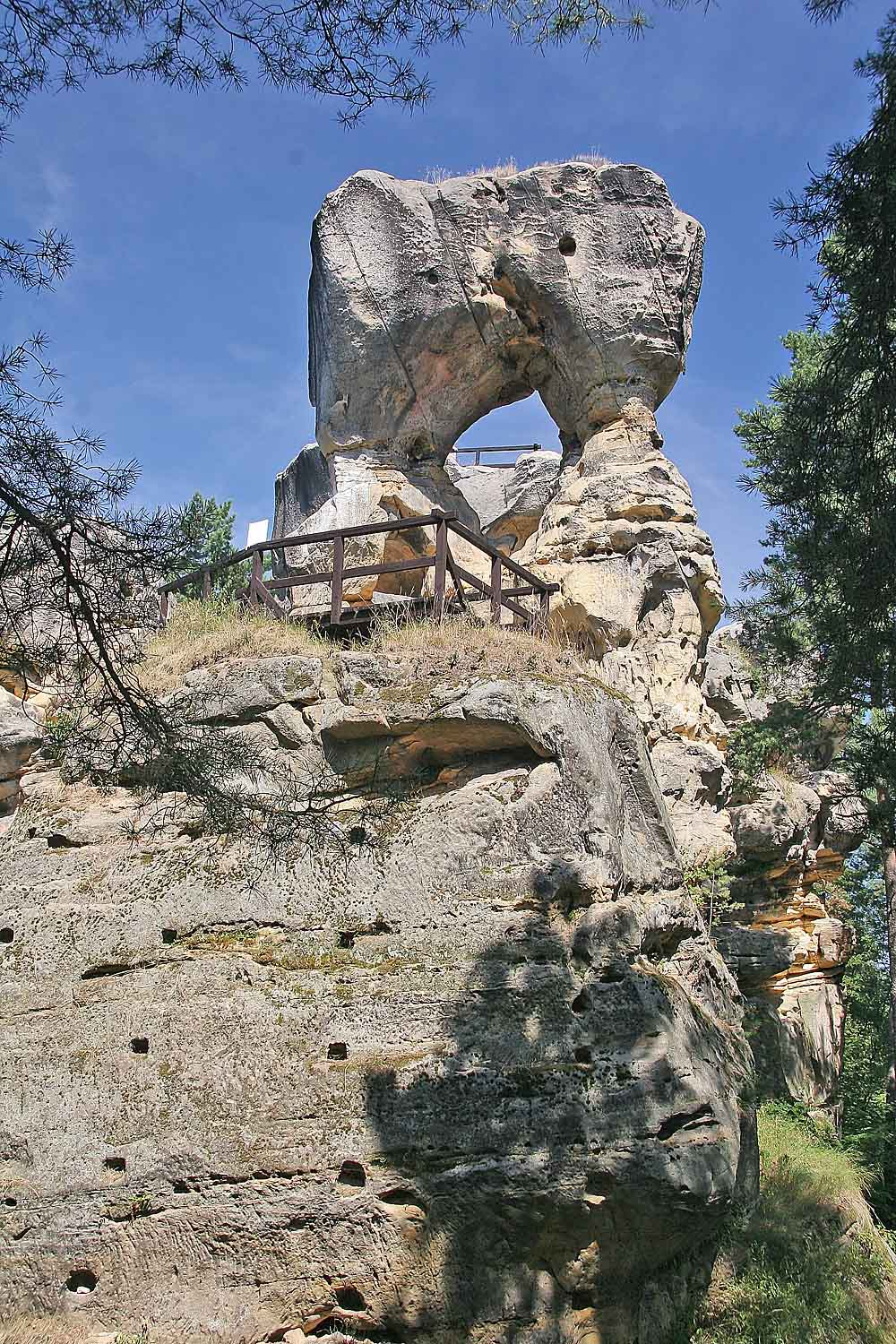
Skalní okno na hradě Rotštejn